# Namaquazandhoen
Het Namaquazandhoen (Pterocles namaqua) is een vogel uit de familie van de zandhoenders (Pteroclididae).

## Kenmerken
Het vederkleed is bruin of grijs vol spikkels of strepen. Ze hebben een kleine, lichtbruine kop, een witte borstband en bruingevlekte vleugels, een gedrongen lichaam en bevederde poten. Met hun lange spitse vleugels kunnen ze uitstekend vliegen. De lichaamslengte bedraagt 28 cm en het gewicht 175 tot 200 gram.

## Leefwijze
Hij eet vooral zaden, met name van eiwitrijke peulvruchten, aangevuld met bloemen, kleine vruchten en verse bladeren. Ze hebben het meeste te duchten van roofvogels, met name de dwergarend en de slechtvalk.

## Voortplanting
Deze vogel is een monogame, niet territoriale, eenzame broeder. De nestplaats wordt door beide geslachten geselecteerd. Het nest is een eenvoudige kuiltje in de grond, meestal grenzend aan een kleine struik of graspol.
Het broedseizoen is het hele jaar door, met een piek van januari-mei in het noorden van Namibië, april-juli in de Namib woestijn (Namibië), juni-november in de Kalahari, augustus-januari in de Karoo en september-februari in de westerse kaap.
Het vrouwtje legt 2-3 eieren, die worden uitgebroed door beide geslachten voor ongeveer drie weken. Het vrouwtje broedt overdag, terwijl het mannetje 's nachts broedt.
De kuikens worden door hun ouders naar een gebied met voedsel geleid, ongeveer 12 uur nadat het laatste kuiken werd uitgebroed. Ze leren snel hoe ze zaden moeten plukken uit de grond.

## Verspreiding
Deze standvogel komt voor in het zuidwesten van Afrika, van het zuidwesten van Angola door Namibië en delen van Botswana, de Noordkaap en de aangrenzende provincies. Het geeft meestal de voorkeur aan grindwoestijnen, zanderige halfwoestijnen, zoals de Knersvlakte, open graslanden en zanderige savannes in de Karoo en de zuidelijke Kalahari.